# جيرالد ماركس
جيرالد ماركس (بالإنجليزية: Gerald Marks)‏ هو ملحن وكاتب أغاني أمريكي، ولد في 13 أكتوبر 1900 في ساغيناو في الولايات المتحدة، وتوفي في 27 يناير 1997 في نيويورك في الولايات المتحدة.

## وصلات خارجية
- جيرالد ماركس على موقع IMDb (الإنجليزية)
- جيرالد ماركس على موقع ميوزك برينز (الإنجليزية)
- جيرالد ماركس على موقع قاعدة بيانات برودواي على الإنترنت (الإنجليزية)
- جيرالد ماركس على موقع ديسكوغز (الإنجليزية)